# Wilhelmine Redlich
Wilhelmine Redlich, geb. Urthaler (* 27. Mai 1869 in Brixen; † 6. Mai 1954 in Innsbruck), war eine österreichische Malerin, die vor allem Tiroler Gebirgslandschaften malte.

## Familie
Wilhelmine Redlich war eine Tochter des aus Bruneck stammenden Zeichenlehrers Alois Urthaler, der in Innsbruck als Bürgerschuldirektor tätig war. 1892 heiratete sie Josef Redlich (1863–1947; Bruder des Historikers Oswald Redlich), der die von seinem Vater Carl Redlich (1823–1897) begründete Druckerei („Lithografische Anstalt“) in Innsbruck leitete und auch als Maler tätig war. Aus der von den Vätern arrangierten Ehe gingen drei Kinder hervor: die früh verstorbene älteste Tochter Mathilde Redlich (* 1893), die Malerin Mia Arch und Hermann Redlich (* 1897), zu dessen Enkelkindern die Malerin Ingrid Redlich-Pfund und die Schauspielerin Bettina Redlich gehören.

## Leben
Wilhelmine Redlich wurde von ihrem Vater an die Kunst herangeführt. Zwei Jahre lang besuchte sie das Kloster der Barmherzigen Schwestern in Zams, wo sie neben dem Schulunterricht auch Privatunterricht in Zeichnen bekam. Später erhielt sie Anleitung von ihrem Schwiegervater Carl Redlich, der Innsbrucker Malerin Anna Stainer-Knittel und kurzzeitig in der Malschule von Gabriele Maria Deininger-Arnhard. Danach war sie mehrere Jahre eine Schülerin des Wiener Maler Max Petrovits.
Wilhelmine Redlich wohnte mit ihrem Mann und Kindern bis zur Enteignung 1938 in einem Haus in der Meranerstraße 6 in Innsbruck. In ihrer Freizeit erkundete sie auf Wanderungen und Bergbesteigungen die Tiroler Hochgebirgslandschaft und malte Landschaftsbilder nach dort gefundenen Motiven. Erste Aufmerksamkeit erreichte sie mit ihrem Gemälde Nordkette, das bei der Jahrhundertfeier 1909 (anlässlich des Jubiläums des Tiroler Volksaufstands) als Schützengabe gewidmet war.
Während des Ersten Weltkriegs war Wilhelmine Redlich einige Jahre als Rotkreuz-Schwester tätig, wofür sie eine Auszeichnung mit Kriegsdekoration erhielt. Sie versuchte zudem, verwundete Soldaten mit Malunterricht psychisch aufzubauen. Ihre Bilder verkauften sich gut, so dass sie auch während der Weltwirtschaftskrise wesentlich zum Familieneinkommen beitragen konnte. Unter anderem erhielt sie in dieser Zeit einen Auftrag für ein über neun Meter langes und vier Meter hohes Hochgebirgsbild für einen Touristenball im Stadtsaal, das sie zusammen mit ihrem Mann realisierte.
An Ausstellungen nahm Redlich nur selten teil. In den 1930er und 1940er Jahren waren ihre Werke vereinzelt auf Gruppenausstellungen zu sehen, teilweise zusammen mit Arbeiten des Künstlerbundes „Tyrol“, dessen Mitglied sie jedoch nicht war. Bei der 2. Gau-Kunstausstellung 1941 in Innsbruck zeigte sie ein Bild von Mittenwald mit Blick ins Karwendel.
Wilhelmine Redlich war bis ins hohe Alter als Malerin aktiv. Sie starb 1954 kurz vor ihrem 85. Geburtstag in Innsbruck.

## Werk

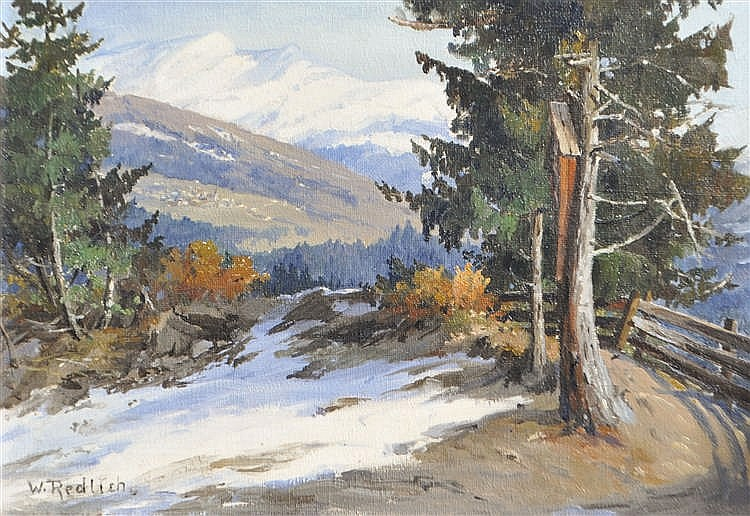
Von Wilhelmine Redlich gemaltes und signiertes Ölbild Landschaft bei Sterzing

Wilhelmine Redlich malte vor allem realistische Landschaften und Blumenstücke, später auch andere Stillleben. Ihre Motive fand sie vor allem in den heimatlichen Alpen (u. a. Karwendel, insbesondere Laliderer Wände und Innsbrucker Nordkette, Wettersteingebirge, Osttiroler Dolomiten) und deren Flora. Sie malte sowohl Sommer- als auch Winterlandschaften in wechselnden Stimmungen. Häufig schuf sie großformatige Werke.
Redlich malte über tausend Ölgemälde (teilweise als Kopien eigener Werke), die zum großen Teil durch sofortigen Verkauf in Privatbesitz gelangten. Einige ihrer späten Gebirgsdioramen, beispielsweise vom Patscherkofelgebiet, kamen als Fremdenverkehrswerbung zum Einsatz. Eine Reproduktion von Redlichs Winterlandschaft Der Gilfert wurde von der UNICEF zu Weihnachten 1991 als Spendenkarte „für das Wohlergehen der Kinder dieser Welt“ weltweit verkauft.
Redlich erhielt zu Lebzeiten einige günstige Zeitungsbesprechungen. Der Innsbrucker Kunstkritiker Karl Emerich Hirt schrieb 1909 mit Blick auf ihr Gemälde der Nordkette von der „begeisternden Macht, die aus dem Bilde der Bergherrlichkeit die Menschen zum Aufgebote aller ihrer Kräfte drängt“. 1931 lobte Oskar Doering, dass „Redlichsche Bergporträts [...] auch dem streng nachprüfenden Auge des Alpinisten nichts schuldig bleiben“. Der Kunsthistoriker Otto Lutterotti urteilte 1934 anlässlich einer Ausstellung im Taxishof, an der Redlich mit dem Ölgemälde Patscherkofel teilnahm, sie stelle damit die „gute ältere Schule in der Landschaftsmalerei, die mit Recht immer ihre Liebhaber finden wird“ dar. Manche zeitgenössischen Kritiker zogen Vergleiche zum anderen Geschlecht und lobten Redlichs „männliche kühne Pinselführung“ (Böhm) oder dass sie ihren Blick ins Karwendelgebirge „mit männlicher Kraft“ geformt habe (Karl Paulin, 1941).

## Ausstellungen (Auswahl)
- 1932, 1934: Taxishof, Innsbruck
- 1936: Tiroler Landesausstellung, Künstlergruppe „Tyrol“, Taxishof[12]
- 1941: 2. Gau-Kunstausstellung, Universitätsbibliothek Innsbruck
- 1947: Künstlerbund „Tyrol“
- 1949: Jahresschau des Künstlerbundes „Tyrol“, Innsbruck (Atelier Toni Kirchmayrs)[13]